# Державні свята Ямайки
Державні свята Ямайки включають християнські та світські свята. Дати перераховані станом на 2013 рік.

## Християнські свята
- Попільна середа (13 лютого)
- Страсна п'ятниця (29 березня)
- Великодній понеділок (1 квітня)
- Різдво (25 грудня)

## Світські свята
- Новий рік (1 січня)
- День Праці (23 травня)
- День Визволення (1 серпня)
- День незалежності (6 серпня)
- День національних героїв (21 жовтня)
- День подарунків (26 грудня)